# 大滝鍾乳洞

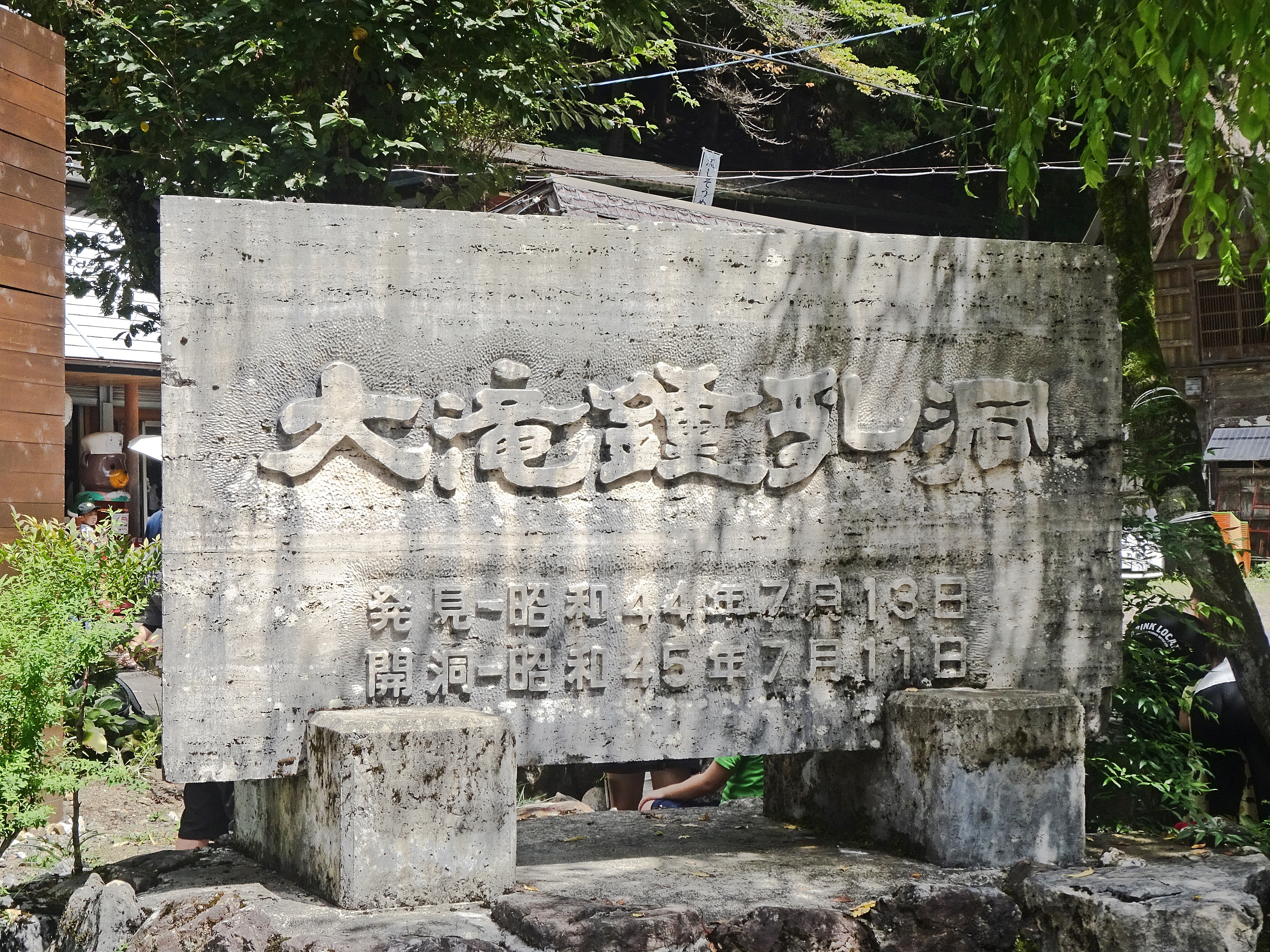
大滝鍾乳洞のモニュメント

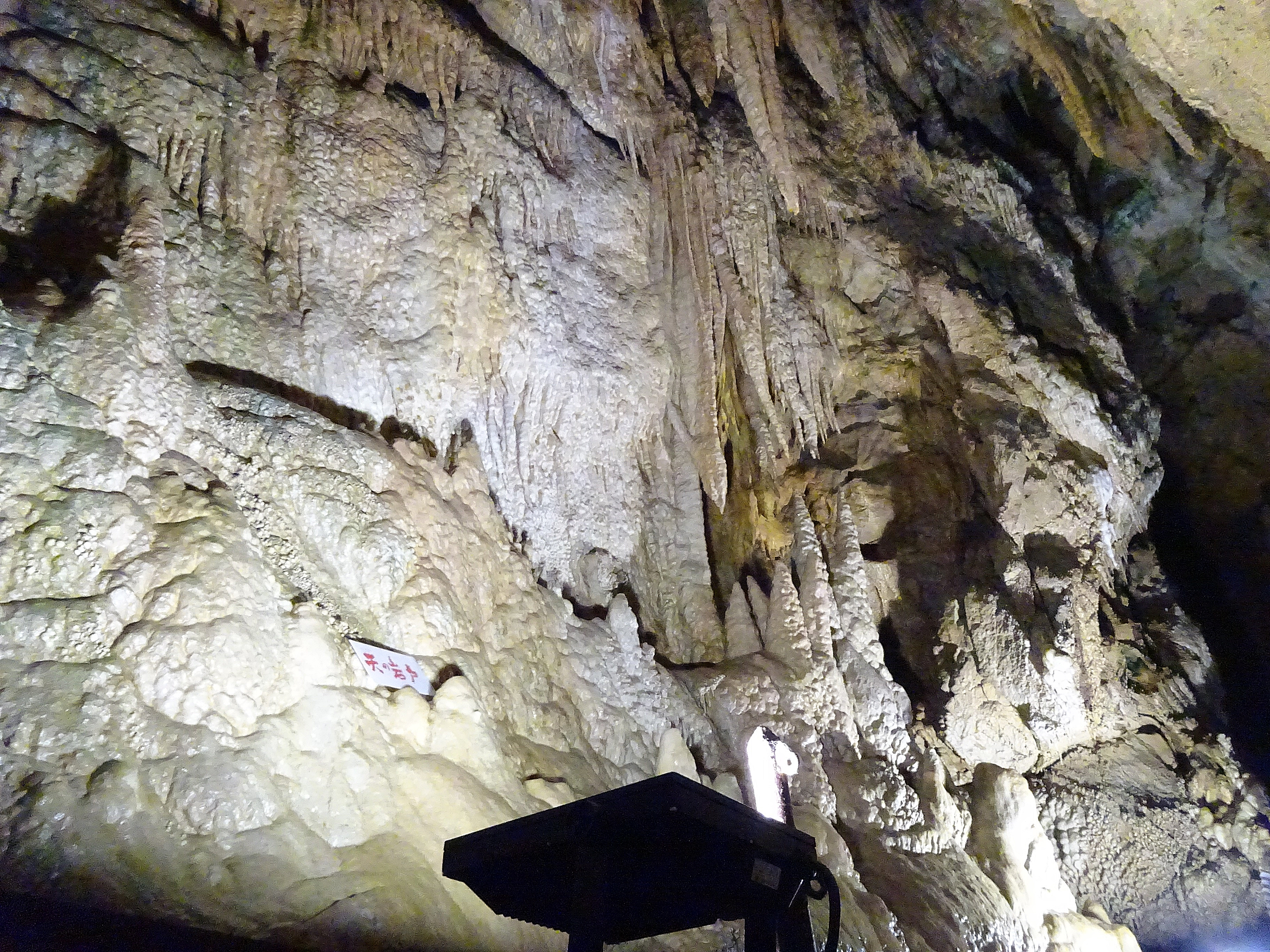
大滝鍾乳洞の内部（天の岩戸）

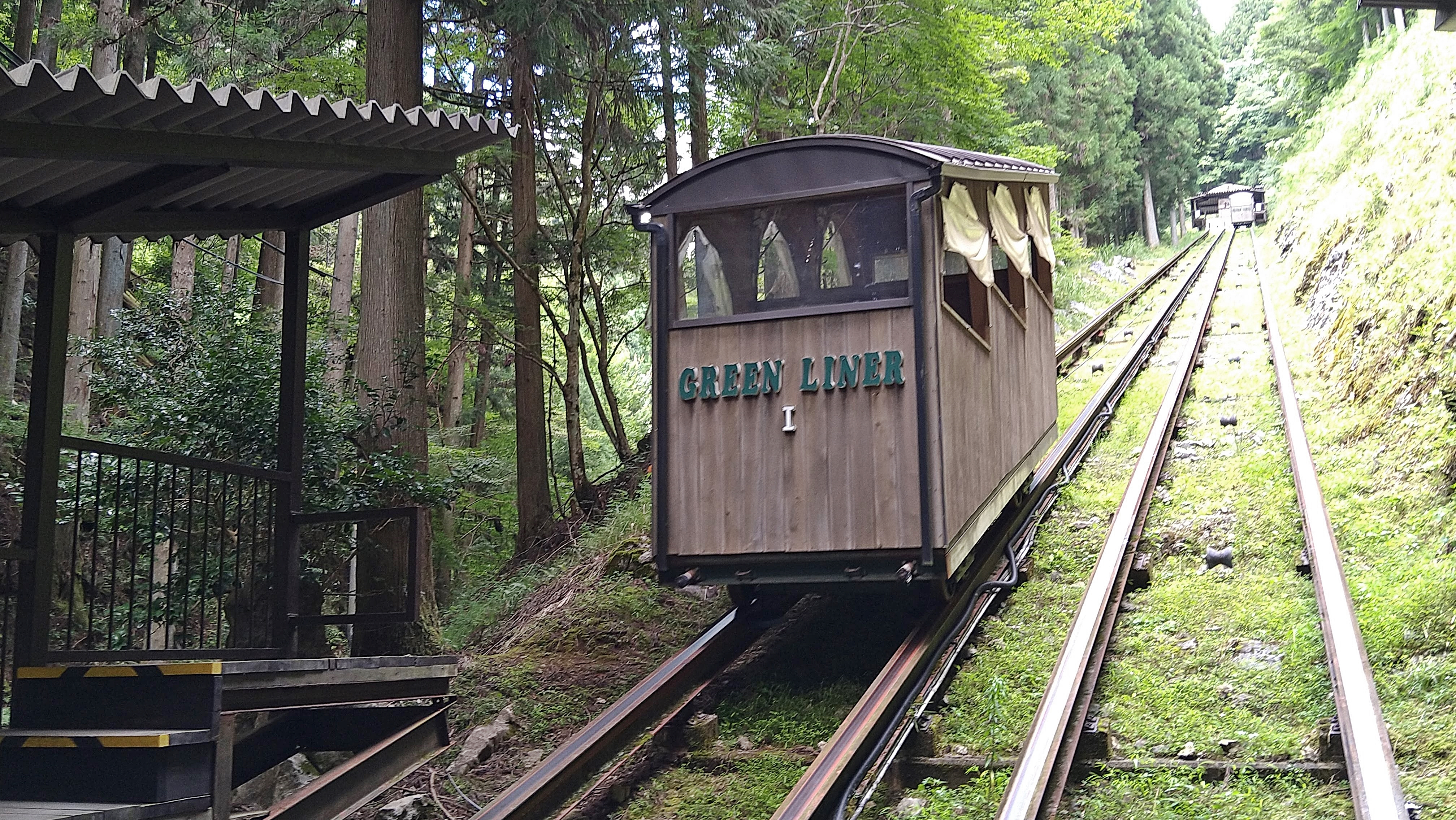
大滝鍾乳洞「郡上観光」所有のケーブルカー

大滝鍾乳洞 （おおたきしょうにゅうどう）は、岐阜県郡上市にある鍾乳洞。
ここでは、大滝鍾乳洞と同じ会社が管理運営する縄文鍾乳洞（縄文洞）についても記述する。

## 概要
- 1969年（昭和44年）に発見された鍾乳洞であり、観光用としては1970年（昭和45年）開業。
- 全長は約2000mであり、うち約700mが観光用として一般公開されている。最深部には高さ約30mの地底滝があり、これが大滝鍾乳洞の名称の由来という。
- 案内所から鍾乳洞の入口までは木製ケーブルカーが運行されている。鍾乳洞の出口は別であるため、このケーブルカーを利用するのは行きのみである。
- 案内所周辺には、飲食店、土産物店、釣り堀などがある。

## 見所
- 天上界の鍾乳石群
- 大滝　（落差約30m）
- くじゃくの舞
- 天の柱
- 象牙の林
- デコレーションケーキ

など

## 縄文鍾乳洞
- 大滝鍾乳洞からは車で約3分の所にある鍾乳洞。
- 全長約800mの多層迷路型の洞窟である。観光用の鍾乳洞であるが照明設備は無く、内部を観光するには貸し出される懐中電灯を使用する。
- 元々は安久田地獄穴洞窟という名称であったが。1970年（昭和45年）に洞窟の最上層で縄文時代の早期から晩期の縄文土器、弥生時代の弥生土器、人骨が見つかり、縄文時代から弥生時代にかけて断続的に利用された住居跡ということが判明している。このことから観光用の鍾乳洞として1971年（昭和46年）に縄文鍾乳洞の名称で開業している。
- 安久田地獄穴洞窟遺跡として岐阜県の史跡に指定されている[1]。

## 利用案内
- 休業日
  - 大滝鍾乳洞：1月・2月の平日。年末年始。
  - 縄文鍾乳洞：平日（夏休み期間は無休）　※変更の場合もあり
- 入場料
  - 大滝鍾乳洞：大人1000円、中人800円、小人500円　※飲食と組み合わせた料金プランも、別途設定されている。
  - 縄文鍾乳洞：大人500円、小人300円　※大人は中学生以上
  - 大滝鍾乳洞と縄文鍾乳洞のセット：大人1300円、中人1100円、小人650円

## 所在地
- 岐阜県郡上市八幡町安久田2298

## 交通アクセス
- 東海北陸自動車道郡上八幡ICより車で約15分。